# Opina
Opina – metabolit powstający w tkankach roślinnych zakażonych przez bakterię Agrobacterium tumefaciens. Większość opin to połączenia aminokwasu (zwykle argininy) i ketokwasu np. kwasu α-ketoglutarowego lub pirogronowego. Nieliczna grupa opin bezazotowych reprezentowana jest przez agrocynopiny (opiny fosforylowane), które są połączeniami kilku cząsteczek cukrów prostych. Opiny są tworzone przez roślinne komórki w wyniku ekspresji genów otrzymanych od Agrobacterium. Rodzaj tworzonej opiny jest podstawą do klasyfikowania szczepów Agrobacterium. Zwykle dany szczep wymusza produkcję jednego rodzaju opiny, niektóre szczepy narzucają roślinom produkcję kilku opin. Opiny są nieprzyswajalne dla roślin i większości innych organizmów, natomiast są metabolizowane i wykorzystywane jako pokarm przez Agrobacterium.
Przykłady opin:
- nopalina (1,3-dikarboksypropylo-L-arginina),
- oktopina (N-α-(D-1-karboksyetylo)-L-arginina),
- leucynopina (dikarboksypropyloleucyna)
- agrocynopiny A, B, C, D,
- agropina,
- sukcynamopina,
- chryzopina,
- mannopina